# Nuoto ai Giochi della XXXII Olimpiade - 200 metri rana maschili
La gara di nuoto dei 200 metri rana maschili dei Giochi della XXXII Olimpiade di Tokyo è stata disputata tra il 27 e il 29 luglio 2021 presso il Tokyo Aquatics Centre. Vi hanno partecipato 40 atleti provenienti da 34 nazioni.
La competizione è stata vinta dal nuotatore australiano Zac Stubblety-Cook, mentre l'argento e il bronzo sono andati rispettivamente all'olandese Arno Kamminga e allo finlandese Matti Mattsson.

## Record
Prima della competizione il record del mondo e il record olimpico erano i seguenti:
| Record mondiale | 2'06"12 | Anton Čupkov Russia     | 26 luglio 2019 Gwangju, Corea del Sud |
| Record olimpico | 2'07"22 | Ippei Watanabe Giappone | 9 agosto 2016 Rio de Janeiro, Brasile |

Durante la competizione è stato stabilito il seguente record:
| Data      | Evento | Atleta             | Nazione   | Tempo   | Record          |
| --------- | ------ | ------------------ | --------- | ------- | --------------- |
| 29 luglio | Finale | Zac Stubblety-Cook | Australia | 2'06"38 | Record olimpico |

## Programma
| Data           | Ora (UTC+9) | Turno      |
| -------------- | ----------- | ---------- |
| 27 luglio 2021 | 19:38       | Batterie   |
| 28 luglio 2021 | 11:21       | Semifinali |
| 29 luglio 2021 | 10:44       | Finale     |

## Risultati

### Batterie
| Pos. | Batteria | Corsia | Atleta                | Nazionalità             | Tempo   | Note             |
| ---- | -------- | ------ | --------------------- | ----------------------- | ------- | ---------------- |
| 1    | 4        | 4      | Zac Stubblety-Cook    | Australia               | 2'07"37 | Q                |
| 1    | 4        | 5      | Arno Kamminga         | Paesi Bassi             | 2'07"37 | Q                |
| 3    | 3        | 2      | Matti Mattsson        | Finlandia               | 2'08"44 | Q                |
| 4    | 5        | 3      | Nic Fink              | Stati Uniti             | 2'08"48 | Q                |
| 5    | 5        | 4      | Anton Čupkov          | ROC                     | 2'08"54 | Q                |
| 6    | 5        | 6      | Erik Persson          | Svezia                  | 2'08"76 | Q                |
| 7    | 5        | 2      | Dmitrij Balandin      | Kazakistan              | 2'08"99 | Q                |
| 8    | 4        | 3      | Ryūya Mura            | Giappone                | 2'09"00 | Q                |
| 9    | 4        | 2      | Kirill Prigoda        | ROC                     | 2'09"21 | Q                |
| 10   | 5        | 5      | Matthew Wilson        | Australia               | 2'09"29 | Q                |
| 11   | 3        | 4      | Shoma Sato            | Giappone                | 2'09"43 | Q                |
| 12   | 3        | 8      | Antoine Viquerat      | Francia                 | 2'09"54 | Q                |
| 13   | 5        | 1      | Andrius Šidlauskas    | Lituania                | 2'09"56 | Q                |
| 14   | 4        | 8      | Lyubomir Epitropov    | Bulgaria                | 2'09"68 | Q,               |
| 15   | 3        | 5      | James Wilby           | Gran Bretagna           | 2'09"70 | Q                |
| 16   | 3        | 6      | Ross Murdoch          | Gran Bretagna           | 2'09"95 | Q                |
| 17   | 4        | 6      | Andrew Wilson         | Stati Uniti             | 2'09"97 |                  |
| 18   | 2        | 3      | Denis Petrashov       | Kirghizistan            | 2'10"07 | Record nazionale |
| 19   | 3        | 7      | Cho Sung-jae          | Corea del Sud           | 2'10"17 |                  |
| 20   | 3        | 3      | Marco Koch            | Germania                | 2'10"18 |                  |
| 21   | 4        | 7      | Caspar Corbeau        | Paesi Bassi             | 2'10"21 |                  |
| 22   | 4        | 1      | Berkay Öğretir        | Turchia                 | 2'10"73 |                  |
| 23   | 5        | 8      | Darragh Greene        | Irlanda                 | 2'11"09 |                  |
| 24   | 2        | 4      | Anton McKee           | Islanda                 | 2'11"64 |                  |
| 25   | 2        | 5      | Martin Allikvee       | Estonia                 | 2'12"60 |                  |
| 26   | 2        | 2      | Amro Al-Wir           | Giordania               | 2'12"61 |                  |
| 27   | 2        | 7      | Ron Polonsky          | Israele                 | 2'12"71 |                  |
| 28   | 3        | 1      | Christopher Rothbauer | Austria                 | 2'13"19 |                  |
| 29   | 1        | 2      | Tyler Christianson    | Panama                  | 2'13"41 | Record nazionale |
| 30   | 2        | 6      | Jorge Murillo         | Colombia                | 2'13"46 |                  |
| 31   | 2        | 8      | Daniils Bobrovs       | Lettonia                | 2'14"25 |                  |
| 32   | 1        | 6      | Ryan Maskelyne        | Papua Nuova Guinea      | 2'15"33 | Record nazionale |
| 33   | 2        | 1      | Adriel Sanes          | Isole Vergini Americane | 2'16"87 |                  |
| 34   | 1        | 3      | Josué Domínguez       | Rep. Dominicana         | 2'17"34 |                  |
| 35   | 1        | 4      | Taichi Vakasama       | Figi                    | 2'17"35 |                  |
| 36   | 1        | 5      | Izaak Bastian         | Bahamas                 | 2'17"40 |                  |
| 37   | 1        | 7      | Julio Horrego         | Honduras                | 2'17"51 |                  |
| 38   | 1        | 1      | Arnoldo Herrera       | Costa Rica              | 2'20"09 |                  |
| 39   | 1        | 8      | Abdulaziz Al-Obaidly  | Qatar                   | 2'23"22 |                  |
| -    | 5        | 7      | Qin Haiyang           | Cina                    | -       | DSQ              |

### Semifinali
| Pos. | Semifinale | Corsia | Atleta             | Nazionalità   | Tempo   | Note |
| ---- | ---------- | ------ | ------------------ | ------------- | ------- | ---- |
| 1    | 2          | 4      | Zac Stubblety-Cook | Australia     | 2'07"35 | Q    |
| 2    | 2          | 8      | James Wilby        | Gran Bretagna | 2'07"91 | Q    |
| 3    | 1          | 4      | Arno Kamminga      | Paesi Bassi   | 2'07"99 | Q    |
| 4    | 1          | 5      | Nic Fink           | Stati Uniti   | 2'08"00 | Q    |
| 5    | 2          | 5      | Matti Mattsson     | Finlandia     | 2'08"22 | Q,   |
| 6    | 1          | 6      | Ryūya Mura         | Giappone      | 2'08"27 | Q    |
| 7    | 2          | 3      | Anton Čupkov       | ROC           | 2'08"54 | Q    |
| 8    | 1          | 3      | Erik Persson       | Svezia        | 2'08"76 | Q    |
| 9    | 2          | 2      | Kirill Prigoda     | ROC           | 2'08"88 |      |
| 10   | 2          | 7      | Shoma Sato         | Giappone      | 2'09"04 |      |
| 11   | 2          | 6      | Dmitrij Balandin   | Kazakistan    | 2'09"22 |      |
| 12   | 1          | 7      | Antoine Viquerat   | Francia       | 2'09"97 |      |
| 12   | 1          | 8      | Ross Murdoch       | Gran Bretagna | 2'09"97 |      |
| 14   | 1          | 2      | Matthew Wilson     | Australia     | 2'10"10 |      |
| 15   | 1          | 1      | Lyubomir Epitropov | Bulgaria      | 2'10"33 |      |
| 16   | 2          | 1      | Andrius Šidlauskas | Lituania      | 2'10"69 |      |

### Finale
| Pos.    | Corsia | Atleta             | Nazionalità   | Tempo   | Note             |
| ------- | ------ | ------------------ | ------------- | ------- | ---------------- |
| Oro     | 4      | Zac Stubblety-Cook | Australia     | 2'06"38 | Record olimpico  |
| Argento | 3      | Arno Kamminga      | Paesi Bassi   | 2'07"01 |                  |
| Bronzo  | 2      | Matti Mattsson     | Finlandia     | 2'07"13 | Record nazionale |
| 4       | 1      | Anton Čupkov       | ROC           | 2'07"24 |                  |
| 5       | 6      | Nic Fink           | Stati Uniti   | 2'07"93 |                  |
| 6       | 5      | James Wilby        | Gran Bretagna | 2'08"19 |                  |
| 7       | 7      | Ryūya Mura         | Giappone      | 2'08"42 |                  |
| 8       | 8      | Erik Persson       | Svezia        | 2'08"88 |                  |